# Jean-Joseph Benjamin-Constant
Jean-Joseph Benjamin-Constant (também conhecido como Benjamin-Constant), nascido Jean-Joseph Constant (10 de junho de 1845 - 26 de maio de 1902), foi um pintor e gravador francês mais conhecido por seus temas e retratos orientais.

## Biografia

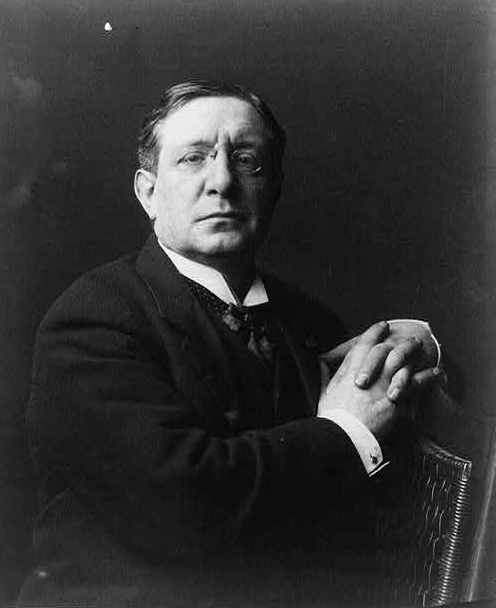
Frances Benjamin Johnston, Benjamin Constant, c. 1890–1910, Biblioteca do Congresso

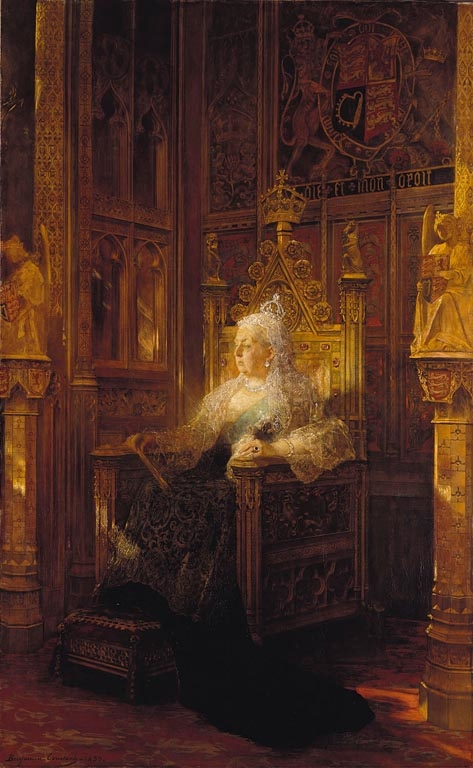
Retrato da Rainha Vitória

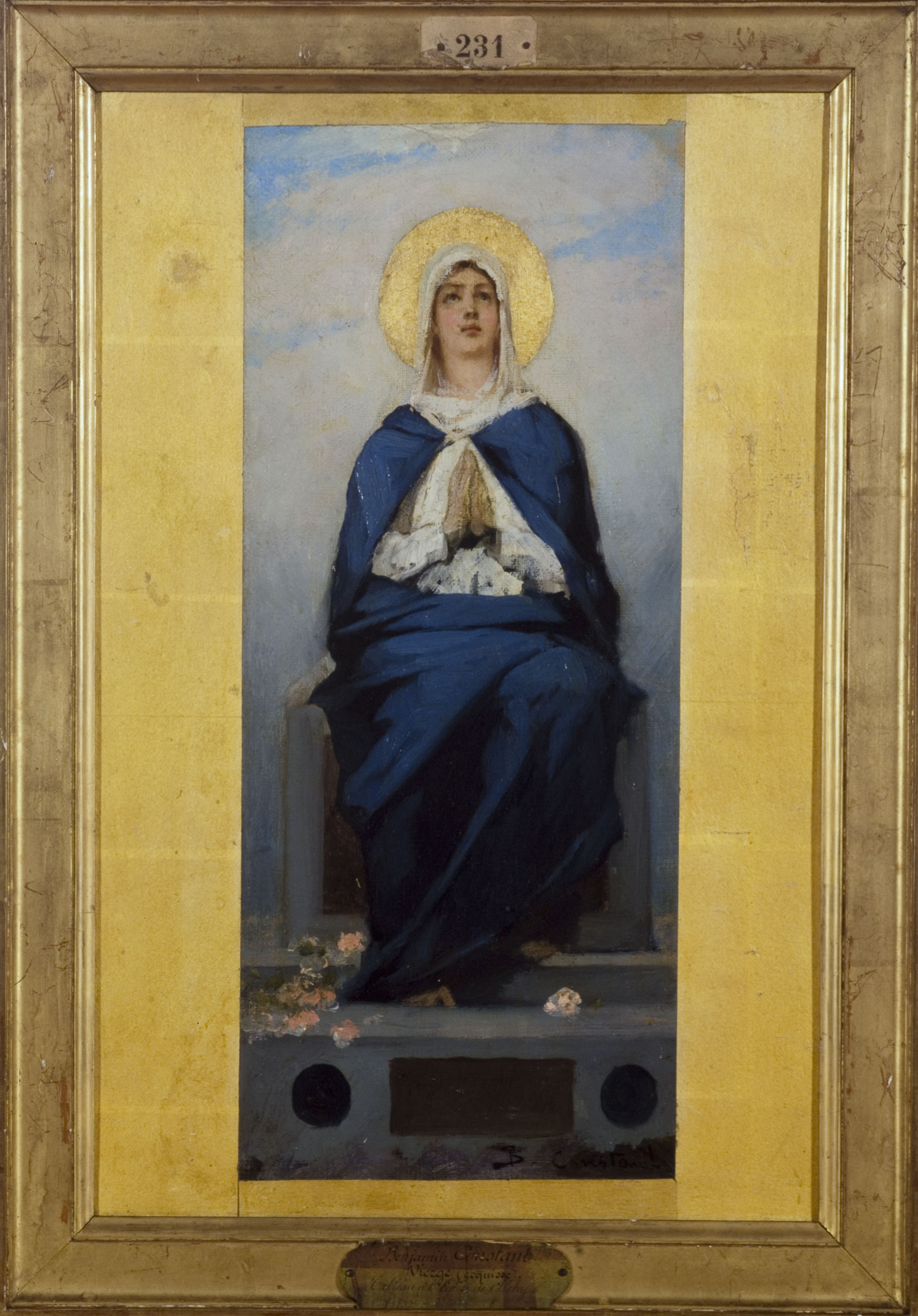
A Imaculada Conceição

Benjamin-Constant nasceu em Paris. Estudou na École des Beaux-Arts de Toulouse, onde foi aluno de Alexandre Cabanel. Uma viagem a Marrocos em 1872 influenciou fortemente o seu desenvolvimento artístico inicial e levou-o a produzir cenas românticas sob o feitiço do Orientalismo. Entre suas obras notáveis nesse sentido estão Últimos Rebeldes, Justiça no Harém (ambos na Galeria de Luxemburgo), Les Chérifas e Prisioneiros Marroquinos (Bordéus). Sua grande tela, A entrada de Maomé II em Constantinopla (Musée des Augustins Toulouse), recebeu uma medalha em 1876.
A partir de 1880, mudou de atitude, dedicando-se à decoração mural e aos retratos. Exemplos proeminentes incluem o grande plafond do Hôtel de Ville, Paris, intitulado Paris Convening the World; suas pinturas na Nova Sorbonne, representando a Literatura, as Ciências e a Academia de Paris; e o plafond do teatro Opéra Comique. Distinguiu-se como pintor de retratos, especialmente na Inglaterra, onde era um dos favoritos da aristocracia. Seu retrato Mons fils André (Luxemburgo) foi premiado com uma medalha de honra no Salão de 1896.
Benjamin-Constant pintou o Papa Leão XIII, a Rainha Alexandra do Reino Unido (1901), Lord John Lumley-Savile, e Henri Blowitz (1902). Foi nomeado membro do instituto em 1893 e comendador da Legião de Honra. Ele visitou os Estados Unidos várias vezes e pintou vários retratos. O Metropolitan Museum of Art de Nova Iorque exibiu uma grande pintura de Benjamin-Constant intitulada Justinian in Council. A pintura foi devolvida pelo Metropolita à família do proprietário em 1928. Foi comprado por John Ringling em 1929 e atualmente está em exposição no Ringling Museum em Sarasota.
Benjamin-Constant também lecionou na Académie Julian; entre seus alunos estava a miniaturista Alice Beckington e o artista escocês W.S. Shanks. Ele foi um escritor de renome, contribuindo com uma série de estudos sobre pintores franceses contemporâneos. Junto com outros artistas, Nasreddine Dinet, Paul Leroy, Jean-Léon Gérôme e o curador/historiador de arte, Léonce Bénédite, foi um dos fundadores da Société des Peintres Orientalistes Français.
- Judith

Metropolitan Museum of Art

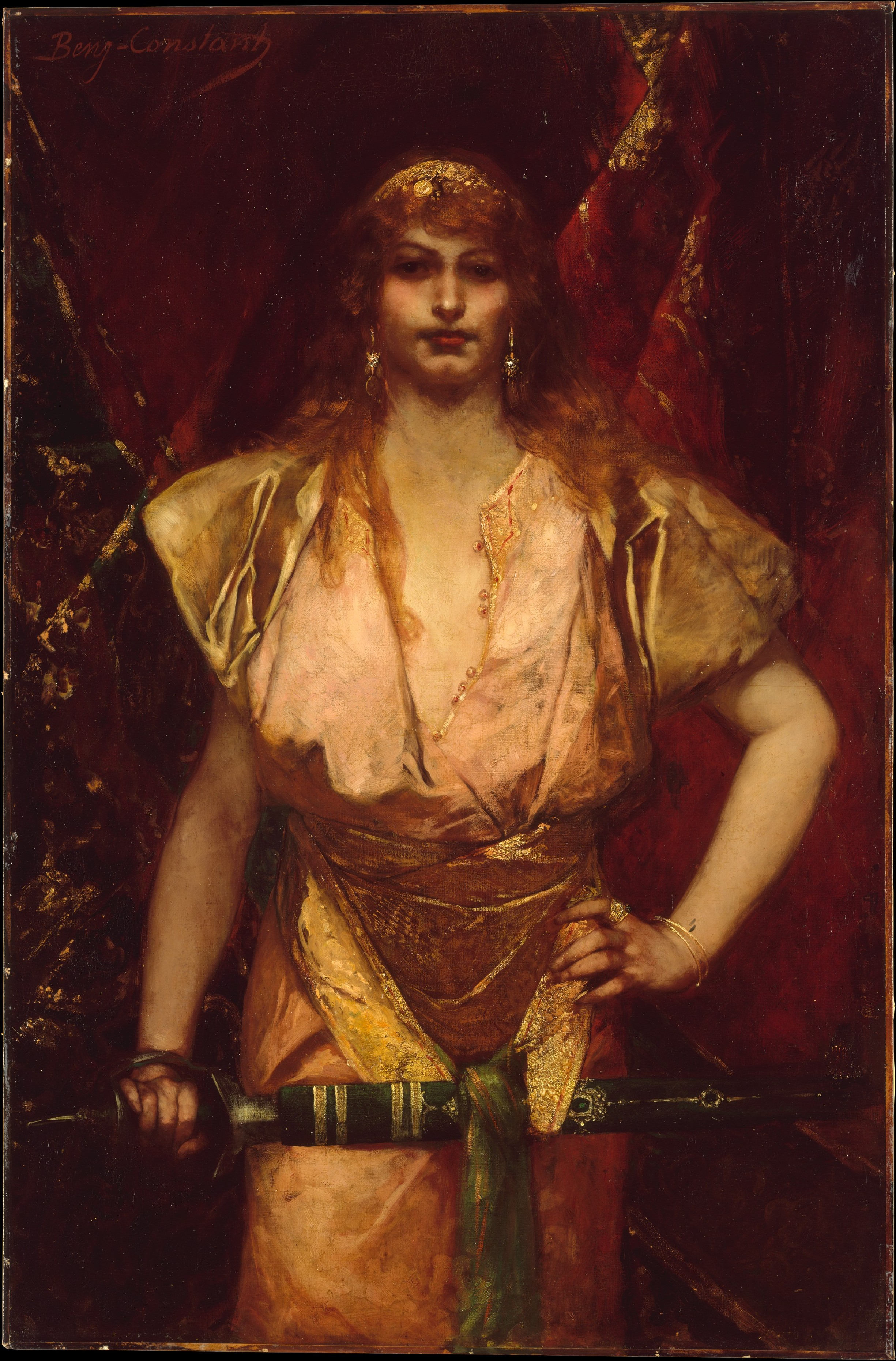
Judith Metropolitan Museum of Art
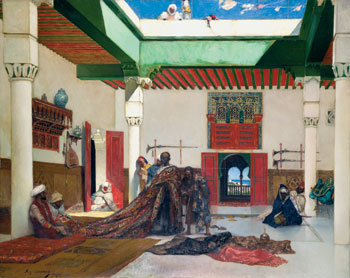
Marchand de tapis à Tanger (1883)
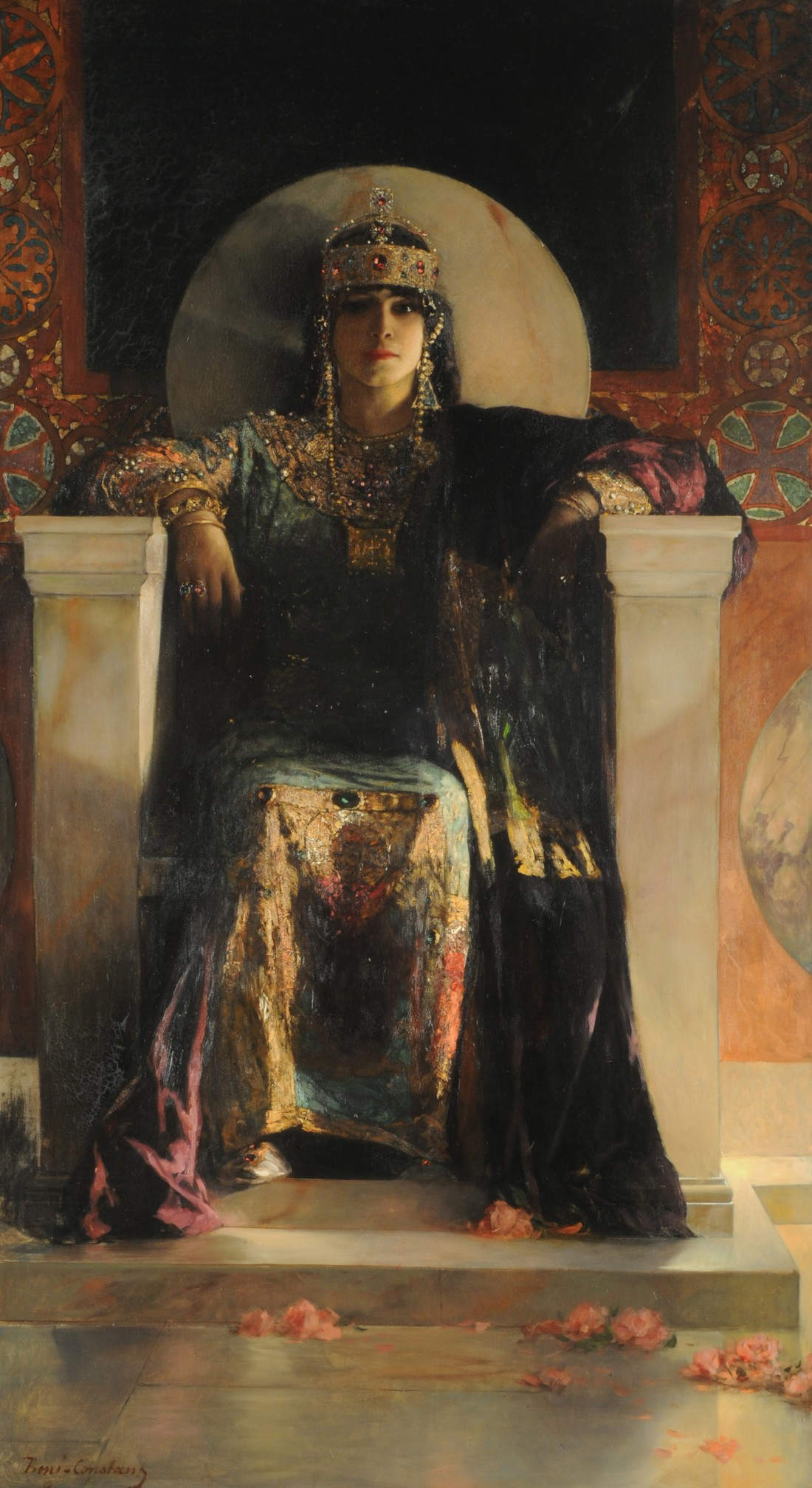
Théodora (1887) Museo Nacional de Bellas Artes
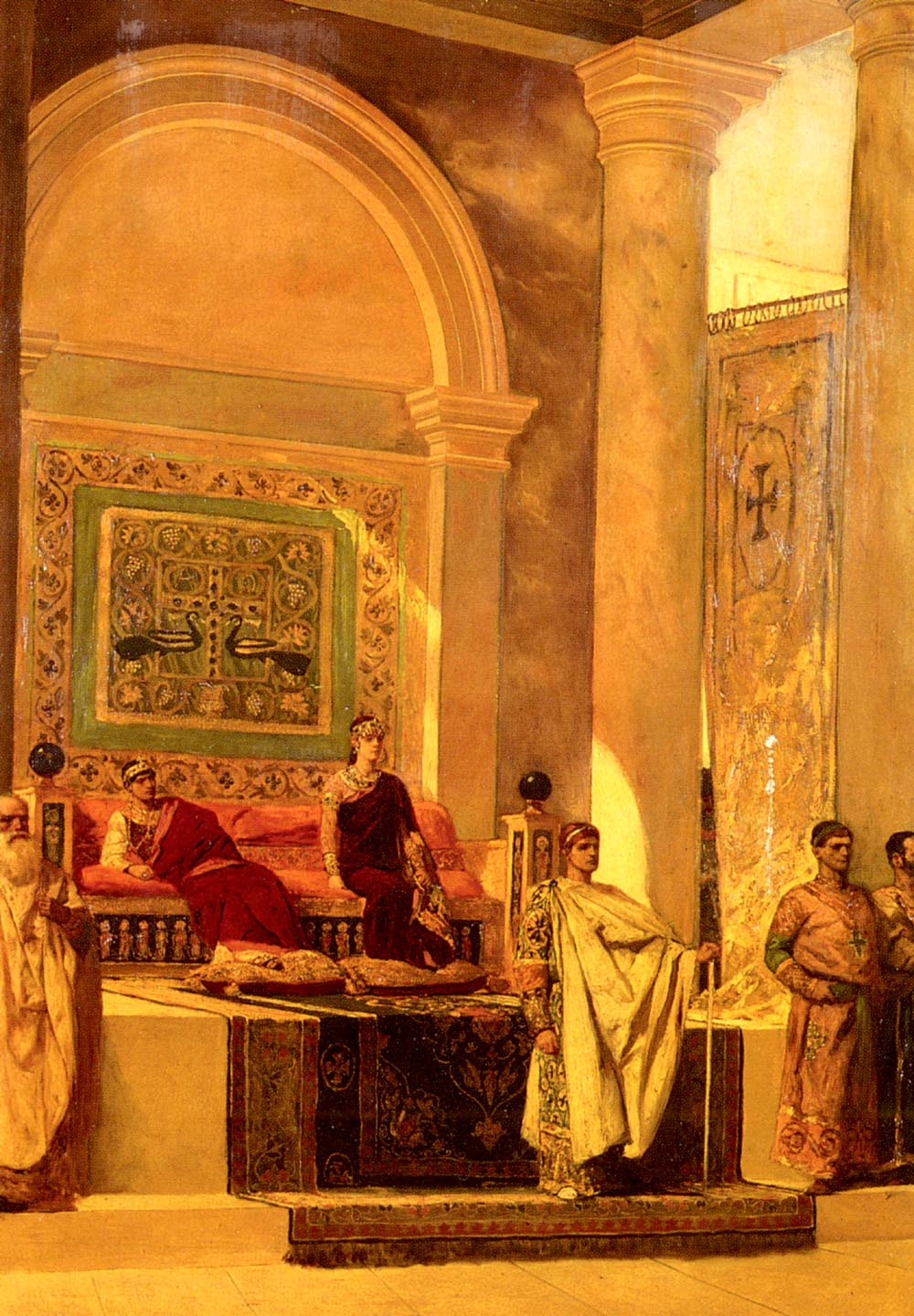
The Throne Room In Byzantium Private collection
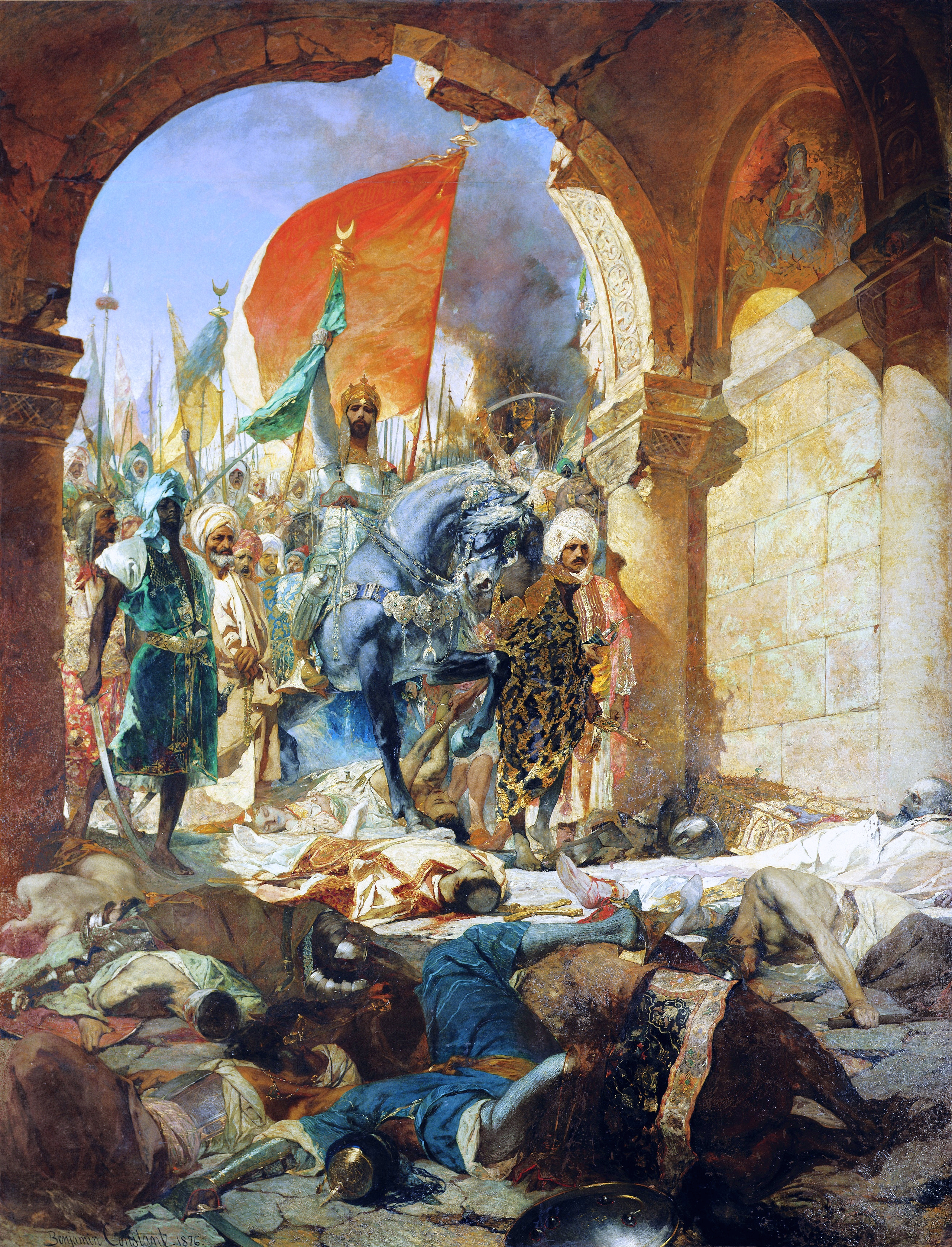
Entrée de Mehmed II dans Constantinople (1876) Musée des Augustins Toulouse
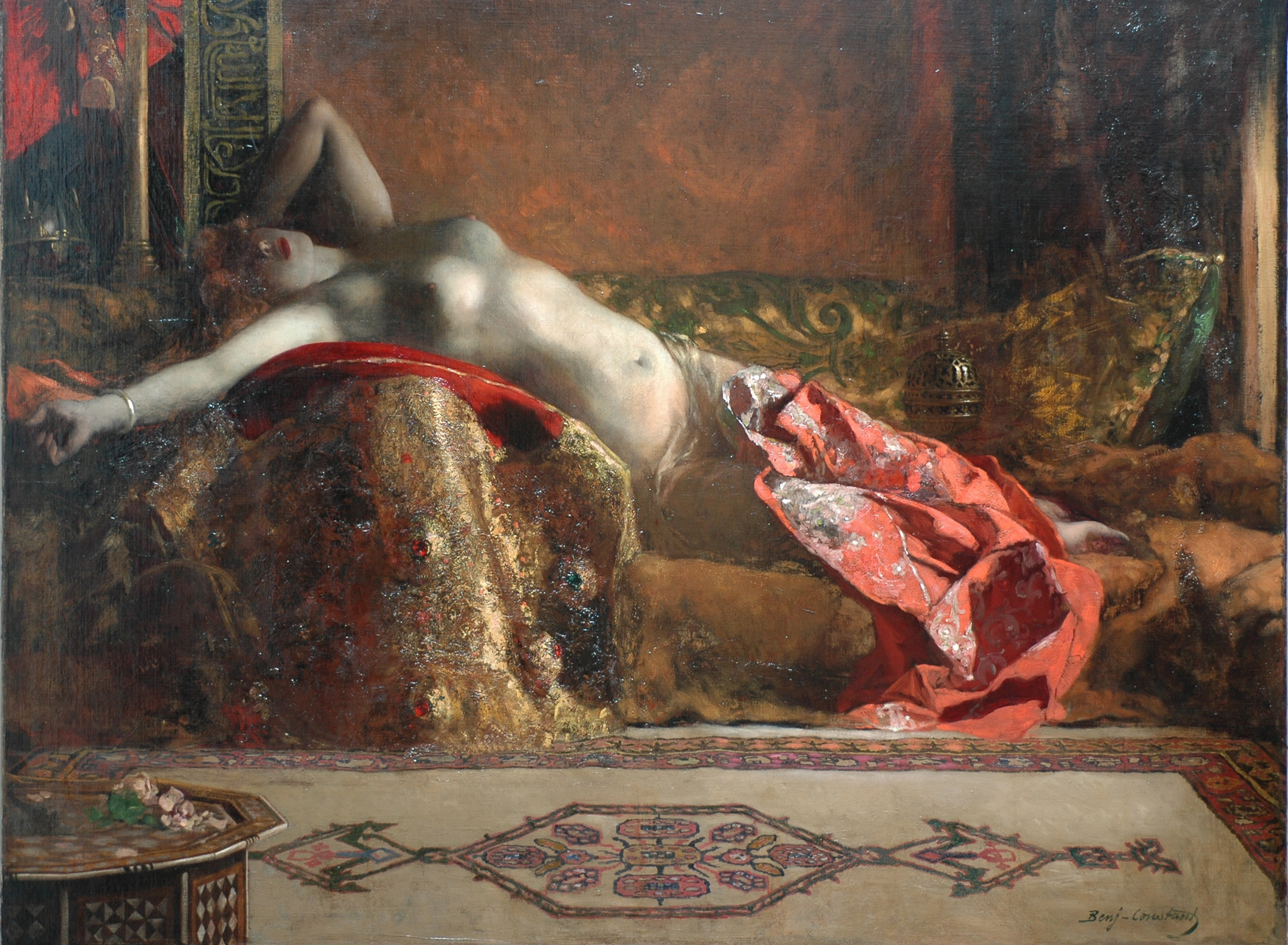
Reclining Odalisque Musée d'Orsay Salle de Orientalist
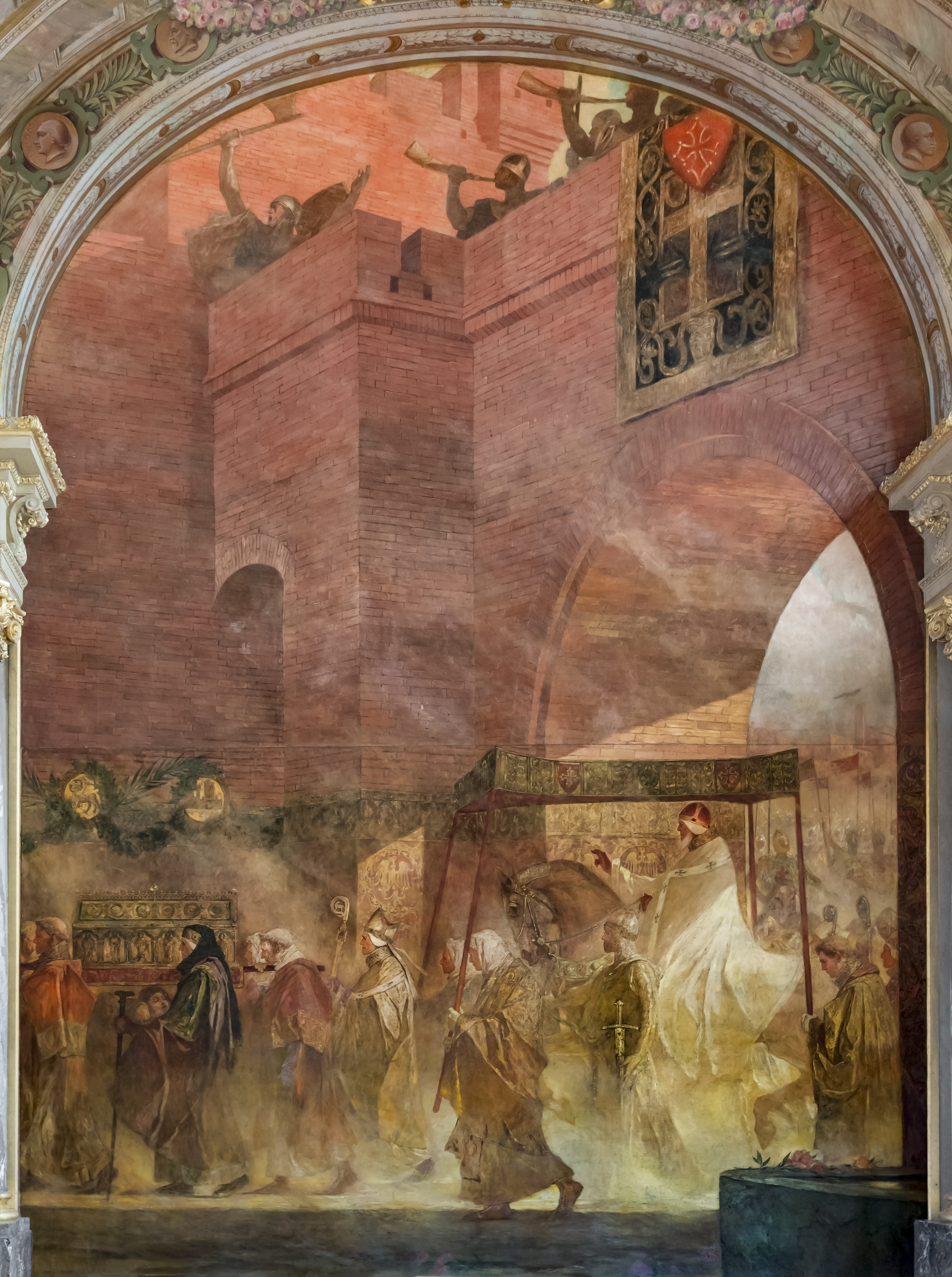
Entrée du Pape Urbain à Toulouse Capitole de Toulouse

Private collection
- Théodora (1887)

Museo Nacional de Bellas Artes
- The Throne Room In Byzantium

Private collection
- Entrée de Mehmed II dans Constantinople (1876)

Musée des Augustins Toulouse
- Reclining Odalisque

Musée d'Orsay Salle de Orientalist
- Entrée du Pape Urbain à Toulouse

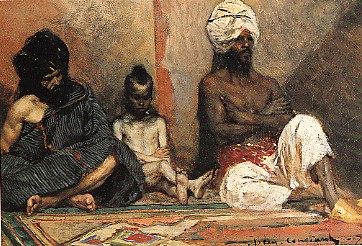
Arabes assis (1877) Dahesh Museum of Art
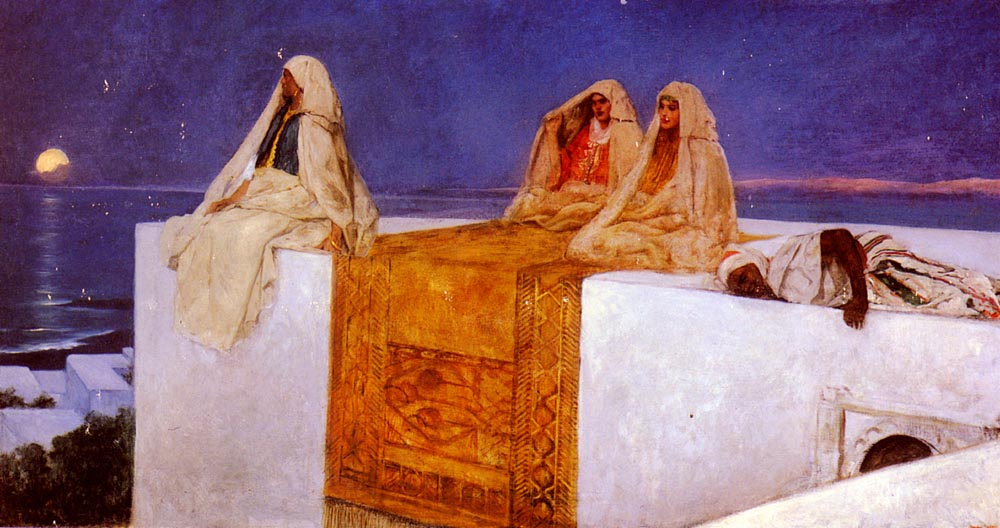
Les nuits arabes Private collection
La favorite d'émir (1879) National Gallery of Art, Washington, D.C.

Capitole de Toulouse

- Arabes assis (1877)

Dahesh Museum of Art
- Les nuits arabes

Private collection
- La favorite d'émir (1879)

National Gallery of Art, Washington, D.C.

## Publicações
- Stranahan, Clara Harrison (1879). A History of French Painting. New York City, New York: [s.n.]
- Strahan, Edward (1977). The Art Treasures of America. III. Philadelphia, Pennsylvania: [s.n.] 60 páginas